# Heubergerhof
Der Heubergerhof ist ein Weiler, der zur Ortsgemeinde Bischheim im rheinland-pfälzischen Donnersbergkreis gehört.

## Lage
Der Heubergerhof befindet sich auf einer Anhöhe im Norden des Gemeindegebietes. Er wird nach Osten durch die Bundesautobahn 63 und die Bahntrasse der Donnersbergbahn begrenzt und ist ansonsten von Feldern umgeben. Der Heubergerhof besteht aus 11 Häusern und hat 32 Einwohner.

## Geschichte
Der Heubergerhof hieß ursprünglich Heideberg. Unter diesem Namen wurde der Ort im Jahr 1195 erstmals erwähnt. Das Kloster Otterberg war hier begütert. Erst im Jahr 1828 findet sich die Bezeichnung Heuberg im Bezug auf den Hof und die weiter talabwärts gelegene Mühle. Daraus wurde später dann der Name Heubergerhof.

## Infrastruktur
Der Heubergerhof ist von Bischheim aus über eine Stichstraße, die Kreisstraße 60, zu erreichen.
Am bekanntesten dürfte der Heubergerhof durch die gleichnamige Autobahnraststätte an der Bundesautobahn 63 sein, die etwas nördlich der Siedlung liegt.